# Клебельсберг, Иоганн Непомук фон
Граф Иоганн Непомук фон Клебельсберг, барон цу Тумбург (нем. Johann Nepomuk Graf von Klebelsberg, Freiherr zu Thumburg; 30 января 1772, Собосло — 1 июня 1841, Терезиенштадт) — австрийский генерал от кавалерии (1831). Анненский кавалер (1814).

## Биография
Родился в 1772 году в Собосло в семье генерал-майора. Около 1788 года поступил прапорщиком в драгунский полк герцога Моденского. В 1793 году в чине капитана перевёлся в гусарский добровольческий корпус Вурмзера (здесь — аналог полка), и в этом качестве принял участие во Французских революционных войнах.
В 1794 году был ранен в бою при Рейнгенхайме, а в 1797 году повышен до майора и переведен в гусарский полк Лихтенштейна. Участвовал в осаде Келя и был ранен в битве при Штокахе.
К началу Войны третьей коалиции (1805) — полковник, командир уланского полка эрцгерцога Карла, во главе которого сражался в битве при Кальдиеро.
Во время Войны пятой коалиции (1809) отличился в битве при Ландсхуте. В битве при Ваграме и сражении при Холлабрунне фон Клебельсберг командовал кавалерийской бригадой в составе 5-го корпуса. Во время отхода пехоты фельдцейхмейстера принца Рейсса к Цнайму, его бригада прикрывала отступление, производя контратаки у Шёнграбена и одновременно поддерживала связь с войсками генерала Шустекха, отступавшими через Кремс.
За заслуги по прикрытию отступления с поля боя австрийской армии, фон Клебельсберг был повышен до генерал-майора и награждён рыцарским крестом Военного ордена Марии Терезии (высшей австрийской наградой за доблесть в бою).
К началу Войны шестой коалиции (1813) — фельдмаршал-лейтенант (генерал-лейтенант), начальник 2-й тяжелой кавалерийской дивизии в кирасирском корпусе графа фон Ностиц-Ринека. Сражался при Дрездене. На завершающем этапе битвы под Лейпцигом его кавалерия энергично преследовала отступающих французов и была среди первых союзных соединений, перешедших следом за французами через Рейн.
В марте 1814 года Клебельсберг, во главе своей конницы, отличился, заняв город Шамбери.
Во время Ста дней был назначен командиром дивизии лёгкой кавалерии, приданной 2-му армейскому корпусу принца Гогенцоллерна-Гехингенского. В этом качестве участвовал в боях за Страсбург против французских войск генерала Раппа.
После завершения войны, был назначен почётным шефом 4-го уланского полка. В 1831 году был повышен в чине до генерала от кавалерии и назначен командующим войсками в Моравии и Силезии.
В дальнейшем был назначен комендантом крепости Терезиенштадт.
Скончался фон Клебельсберг в 1841 году в Терезиенштадте.